# Lijst van beelden in Haarlem
Dit is een (onvolledige) chronologische lijst van beelden in Haarlem. Onder een beeld wordt hier verstaan elk driedimensionaal kunstwerk in de openbare ruimte van de Nederlandse gemeente Haarlem, waarbij beeld wordt gebruikt als verzamelbegrip voor sculpturen, standbeelden, installaties, gedenktekens en overige beeldhouwwerken.
In de gemeente zijn zes gedenktekens die herinneren aan de Haarlemmer Laurens Janszoon Coster, die wordt beschouwd als uitvinder van de boekdrukkunst in Nederland. Het oudste daarvan is een beeld uit 1722, dat gemaakt werd door Gerrit van Heerstal en is geplaatst in de hortus van het Stedelijk Gymnasium Haarlem. Van 1801-1856 stond dit beeld aan de Grote Markt. In 1856 kwam hiervoor het bronzen beeld van Louis Royer in de plaats.
Beeldhouwers Mari Andriessen, Theo Mulder, Eric Claus en Kees Verkade werden in Haarlem geboren en hebben allen meerdere beelden voor de stad gemaakt.
| Geplaatst        | Omschrijving                                            | Kunstenaar               | Straat                                              | Plaats    | Materiaal                           | Afbeelding |  |
| ---------------- | ------------------------------------------------------- | ------------------------ | --------------------------------------------------- | --------- | ----------------------------------- | ---------- |  |
| 1605             | Gevelsteen                                              | onbekend                 | Warmoesstraat 4                                     | Haarlem   |                                     |            |  |
| 1612             | Gevelsteen St.Elisabeths Gasthuis                       | onbekend                 | Groot Heiligland 61                                 | Haarlem   |                                     |            |  |
| 1633±            | Justitia                                                | onbekend                 | Grote Markt, Stadhuis                               | Haarlem   | natuursteen                         |            |  |
| 17e eeuw         | Gevelsteen Wapen Schotland                              | onbekend                 | Groot Heiligland 20                                 | Haarlem   |                                     |            |  |
| 17e eeuw         | Gevelsteen De Son                                       | onbekend                 | Groot Heiligland 21                                 | Haarlem   |                                     |            |  |
| 1722             | Beeld van Laurens Janszoon Coster                       | Gerrit van Heerstal      | Prinsenhof                                          | Haarlem   | natuursteen                         |            |  |
| 1750             | Lijnwaadpakkerij                                        | onbekend                 | Frankestraat 27                                     | Haarlem   |                                     |            |  |
| 1823             | Costermonument                                          | Jan David Zocher         | Haarlemmerhout                                      | Haarlem   | natuursteen                         |            |  |
| 1856             | Standbeeld van Laurens Janszoon Coster                  | Louis Royer              | Grote Markt                                         | Haarlem   | brons                               |            |  |
| 1886             | Wetenschap en kunst door faam bekroond                  | Bart van Hove            | Spaarne 16 (op Teylers Museum)                      | Haarlem   | brons                               |            |  |
| 1900             | Standbeeld van Frans Hals                               | Henri Scholtz            | Florapark                                           | Haarlem   | brons                               |            |  |
| 1903             | gevelbeeld Johan van Oldenbarnevelt                     | Louis Vreugde            | Zijlstraat 29                                       | Haarlem   |                                     |            |  |
| 1912             | Topgevel Frans Halsmuseum                               | Louis Vreugde            | Groot Heiligland 62                                 | Haarlem   |                                     |            |  |
| 1919-20          | Duif                                                    | Hendrik van den Eijnde   | Raaks 7                                             | Haarlem   | steen                               |            |  |
| 1919-20          | Leeuwen                                                 | Hendrik van den Eijnde   | Raaks 7                                             | Haarlem   | steen                               |            |  |
| 1929             | H.A. Lorentz                                            | Arend Odé                | Lorentzplein                                        | Haarlem   |                                     |            |  |
| 1930             | Frans Hals                                              | Hendrik van den Eijnde   | Grote Houtbrug                                      | Haarlem   |                                     |            |  |
| 1930             | Lieven de Key                                           | Hendrik van den Eijnde   | Grote Houtbrug                                      | Haarlem   |                                     |            |  |
| 1949             | Treurende vrouw                                         | Oswald Wenckebach        | Westergracht / Leidsevaart                          | Haarlem   | Namense steen                       |            |  |
| 1949             | Man voor het vuurpeloton                                | Mari Andriessen          | Dreef                                               | Haarlem   | brons                               |            |  |
| 1950             | Verzetsmonument                                         | Theo van Reijn           | Jan Gijzenkade                                      | Haarlem   | steen                               |            |  |
| 1950             | Hans Brinker                                            | Gra Rueb                 | bij Woerdersluis                                    | Spaarndam | brons                               |            |  |
| 1952, in of voor | Eigen Haard                                             | Jan Bronner              | Churchillaan                                        | Haarlem   | steem                               |            |  |
| ca. 1956         | Drie figuren op wereldbol                               | Janneke Ducro-Kruijer    | Westergracht                                        | Haarlem   | brons                               |            |  |
| 1958             | Zittend echtpaar                                        | Cor Hund                 | Grote Houtstraat, Proveniershof                     | Haarlem   | brons                               |            |  |
| 1961             | Noach met de duif                                       | Theo Mulder              | Schipholweg                                         | Haarlem   | steen                               |            |  |
| 1962             | Hildebrandmonument                                      | Jan Bronner              | Haarlemmerhout                                      | Haarlem   | kalksteen                           |            |  |
| 1962-1968        | Beer                                                    | Theresia van der Pant    | Belgiëlaan/Winkelcentrum Beneluxplein               | Haarlem   |                                     |            |  |
| 1963             | zittende vrouw                                          | Emmy Draaisma-Haije      | Van Moerkerkenstraat                                | Haarlem   | steen                               |            |  |
| 1963-1964        | Roerdomp                                                | Theresia van der Pant    | Chrysanthemumlaan, bij vijver                       | Haarlem   |                                     |            |  |
| 1963             | Beteugeling van het verkeer                             | Pieter d' Hont           | Delftlaan oostzijde                                 | Haarlem   | brons                               |            |  |
| 1963             | De kleine Johannes                                      | Mari Andriessen          | Frederikspark                                       | Haarlem   | brons                               |            |  |
| 1963             | Zittend echtpaar                                        | Cor Hund                 | Grote Houtstraat Proveniershof                      | Haarlem   | brons                               |            |  |
| 1963             | Krachttoer of Worstelende jongens                       | Jan van Borssum Buisman  | Santpoorterplein                                    | Haarlem   |                                     |            |  |
| 1964             | Toernooirijders                                         | Eric Claus               | Oude Groenmarkt                                     | Haarlem   | brons                               |            |  |
| 1964             | Vliegend                                                | Wessel Couzijn           | Prinsen Bolwerk                                     | Haarlem   | brons                               |            |  |
| 1965             | beeld Gregor Mendel                                     | Thomas Rodr              | Pim Mulierlaan, bij Mendelcollege                   | Haarlem   |                                     |            |  |
| 1965             | buste Albert Schweitzer                                 | Anna Habermehl           | Rijksstraatweg, bij Albert Schweitzerschool         | Haarlem   |                                     |            |  |
| 1966             | De Danser                                               | Arthur Spronken          | Schoterbos                                          | Haarlem   | brons                               |            |  |
| 1967             | H.N. Werkman                                            | Mari Andriessen          | H.N. Werkmanplantsoen                               | Haarlem   |                                     |            |  |
| 1967             | Stadten                                                 | Kees Verkade             | Grote Houtstraat                                    | Haarlem   | brons                               |            |  |
| 1967             | Paaltjespringend meisje                                 | Kees Verkade             | Planetenlaan, bij Albert Schweitzerschool           | Haarlem   | brons                               |            |  |
| 1963             | St. Dominicus met volgelingen                           | Anne Hofte               | Pandpoort                                           | Haarlem   | steen                               |            |  |
| 1967             | Jonas en de walvis                                      | Nic Jonk                 | Belgiëlaan                                          | Haarlem   |                                     |            |  |
| 1967             | Vier Heemskinderen                                      | Eric Claus               | Martinus Nijhofflaan                                | Haarlem   | brons                               |            |  |
| 1967             | Suzanna                                                 | Oscar Jespers            | Schoterbos                                          | Haarlem   | brons                               |            |  |
| 1967             | Meisje met kat en hond                                  | Johan Limpers            | Planetenlaan                                        | Haarlem   | brons                               |            |  |
| 1967             | keramische wand                                         | Kees Okx                 | Semmelweisstraat (Kennedyschool)                    | Haarlem   | keramiek                            |            |  |
| 1967             | Draaibare vorm                                          | Adriaan Engelman         | Engelandlaan                                        | Haarlem   |                                     |            |  |
| 1968             | Schaatser                                               | Piet Esser               | Delftlaan                                           | Haarlem   | brons                               |            |  |
| 1968             | Honkballer                                              | Piet Esser               | Delftlaan                                           | Haarlem   | brons                               |            |  |
| 1973             | Kenau Simonsdochter Hasselaer en de vrouwen van Haarlem | Theo Mulder              | bij de Amsterdamse Poort                            | Haarlem   | brons                               |            |  |
| 1972             | Elisabeth van Hongarije                                 | Mari Andriessen          | Boerhaavelaan 22, bij Spaarne Gasthuis              | Haarlem   | brons                               |            |  |
| 1973             | Muziek                                                  | Mari Andriessen          | Prinsenhof                                          | Haarlem   | brons                               |            |  |
| 1973             | Eva                                                     | Johan Limpers            | Kruisstraat                                         | Haarlem   | brons                               |            |  |
| 1973             | De Zonnevechter                                         | Arthur Spronken          | Grote Markt                                         | Haarlem   | brons                               |            |  |
| 1975             | Gebonden mannen                                         | Mari Andriessen          | Schalkwijkerstraat                                  | Haarlem   | brons                               |            |  |
| 1976             | Bol                                                     | Jan Jacobs Mulder        | Kenaupark                                           | Haarlem   | koper                               |            |  |
| 1978             | Pagode Catalana                                         | Dora Dolz                | Spaarne                                             | Haarlem   | keramiek, beton, stucwerk, terrazzo |            |  |
| 1978             | Malle Babbe                                             | Kees Verkade             | Barteljorisstraat                                   | Haarlem   | brons                               |            |  |
| 1978             | De Beertjes                                             | Frank Letterie           | Ripperdastraat                                      | Haarlem   | brons                               |            |  |
| 1979             | Bloemenmeisje                                           | Kees Verkade             | Stationsplein                                       | Haarlem   | brons                               |            |  |
| 1979             | Screen                                                  | Fem Zwaag                | Spanjaardslaan/Wagenweg (in opslag?)                | Haarlem   |                                     |            |  |
| 1980-1982        | Vechtende kalkoenen                                     | Theo Mulder              | Zuid-Brouwersstraat                                 | Haarlem   | brons                               |            |  |
| 1981             | Paard                                                   | Theresia van der Pant    | Koningsstraat                                       | Haarlem   | brons                               |            |  |
| 1982             | Godfried Bomans                                         | Wim Jonker               | Wijngaardtuin aan de Janstraat                      | Haarlem   | brons                               |            |  |
| 1982             | Teken                                                   | Jan Jacobs Mulder        | Schalkwijkerstraat                                  | Haarlem   | cortenstaal                         |            |  |
| 1982             | Vrouw in het verzet                                     | Truus Menger-Oversteegen | Kenaupark                                           | Haarlem   | brons                               |            |  |
| 1983             | Wigbolt Ripperda                                        | Jolanda Prinsen          | Ripperdapark                                        | Haarlem   | brons                               |            |  |
| 1983             | Baviaan                                                 | Ernst van Zanten         | Spaarnwouderstraat                                  | Haarlem   | brons                               |            |  |
| 1983             | Tante Jans en de medemens                               | Mari Andriessen          | Palmstraat / Van Marumstraat                        | Haarlem   | brons                               |            |  |
| 1984             | De souffleur                                            | Wessel Couzijn           | Wilsonsplein                                        | Haarlem   | cortenstaal                         |            |  |
| 1985             | Phyllotaxis                                             | Sjoerd Buisman           | Reinaldapark (verdwenen)                            | Haarlem   | staal                               |            |  |
| 1986             | Groei                                                   | Remco van der Gugten     | Florapark/Dreef                                     | Haarlem   | cortenstaal                         |            |  |
| 1986             | Moeder Bark en het varken Joris                         | Harry Stoffels           | Kennemerstraat                                      | Haarlem   | brons                               |            |  |
| 1987             | Veranderbare kubus                                      | Arie Jansma              | Pieterstraat                                        | Haarlem   | rvs                                 |            |  |
| 1987             | Bordesjes                                               | Ben Guntenaar            | Zaanenpark                                          | Haarlem   | steen                               |            |  |
| 1987             | Pauw                                                    | Ton Sondaar              | De Friese Poort                                     | Haarlem   | brons                               |            |  |
| 1988             | Jansridder                                              | Fioen Blaisse            | Jansstraat                                          | Haarlem   | brons                               |            |  |
| 1988-1989        | Zonnespiegel                                            | Gerard Hali              | H.N. Werkmanplantsoen (in opslag?)                  | Haarlem   | staal, aluminium                    |            |  |
| 1989             | Hanekam                                                 | Carel Visser             | Amsterdamsevaart                                    | Haarlem   | metaal                              |            |  |
| 1989             | De Vier Winden                                          | Jan Jacobs Mulder        | Nieuw-Guineaplein (in opslag?)                      | Haarlem   |                                     |            |  |
| 1989-1991        | Houd vaart                                              | Janco Berman             | Willem Bontekoestraat                               | Haarlem   |                                     |            |  |
| 1990             | Landschap / Dode knotwilg met schaduw van een cypres    | Maen Florin              | Nieuwe Kerksplein                                   | Haarlem   | brons                               |            |  |
| 1990             | Zichzelf Getroffen                                      | Bernd Lohaus             | Gasthuisstraat 32                                   | Haarlem   | natuursteen                         |            |  |
| 1993             | De Boerderij                                            | Arie Teeuwisse           | Spaarnwouderstraat / Burgwal                        | Haarlem   | brons                               |            |  |
| 1995             | Fotograaf                                               | Kees Verkade             | Parklaan                                            | Haarlem   | brons                               |            |  |
| 1995             | Ontmoeting                                              | Judith Pfaeltzer         | Wijngaardtuin aan de Janstraat                      | Haarlem   | brons                               |            |  |
| 2002             | 1234567                                                 | Hannes Kuiper            | Woudplein Station Haarlem Spaarnwoude               | Haarlem   | rvs                                 |            |  |
| 2004             | Palen van Haarlem                                       | Roger Raveel             | Burgemeester Reinaldapark (Tot 2012 op Grote Markt) | Haarlem   | rvs en beton                        |            |  |
| 2005             | Ode aan Lennaert Nijgh                                  | Marinus Boezem           | Oude Groenmarkt                                     | Haarlem   | marmer                              |            |  |
| 2006             | Samuel Ampzing                                          | Eric J. Coolen           | Oude Groenmarkt                                     | Haarlem   | brons                               |            |  |
| 2006             | Buste Louis Ferron                                      | Bart Holt                | Gasthuisstraat                                      | Haarlem   | brons                               |            |  |
| 2013             | Buste Harry Mulisch                                     | Jikke van Loon           | Grote Markt                                         | Haarlem   | brons                               |            |  |
| 2018             | Groep piramiden                                         | Adine Engelman           | Burgemeester Reinaldapark                           | Haarlem   |                                     |            |  |
| 2022             | Reuzenbol "Bollenstreek"                                | Wout Ruigrok             | Kleverlaan                                          | Haarlem   |                                     |            |  |
| onbekend         | Zonnewijzer                                             | onbekend                 | Tuin Groot Heiligland 62                            | Haarlem   |                                     |            |  |
| onbekend         | Sint Servaas                                            | onbekend                 | Nieuw Heiligland 1                                  | Haarlem   |                                     |            |  |
| onbekend         | onbekend                                                | onbekend                 | Tuin Groot Heiligland 62                            | Haarlem   | brons                               |            |  |
| onbekend         | Fortuna                                                 | onbekend                 | Groot Heiligland 62                                 | Haarlem   |                                     |            |  |
| onbekend         | onbekend                                                | onbekend                 | Groot Heiligland 62                                 | Haarlem   |                                     |            |  |
| onbekend         | onbekend (gevelbeeld)                                   | onbekend                 | Van Limburg Stirumstraat, Lyceum Sancta Maria       | Haarlem   | brons                               |            |  |